# West End (Londen)
Het West End is het theater- en uitgaansdistrict in het centrum van Londen, Engeland. De term 'West End' wordt tevens gebruikt als aanduiding voor een theatergenre, dat in het algemeen commerciëler en minder avantgardistisch is dan het gesubsidieerde theater, en dat in het Londense West End sterk vertegenwoordigd is. Veel grote, commerciële theaters met langlopende voorstellingen liggen aan Shaftesbury Avenue en Charing Cross Road. Rondom Leicester Square is er een ruime keus aan bioscopen, clubs en (muziek)cafés. In het West End bevinden zich enkele musea en culturele instellingen, zoals de National Gallery, de National Portrait Gallery en de kerk St Martin-in-the-Fields, en een groot aantal andere toeristische attracties.
Onderdeel van het West End is Soho, bekend als het uitgaansgebied voor homoseksuelen en de rosse buurt van Londen, hoewel het grootste deel van de seksindustrie is verdwenen.

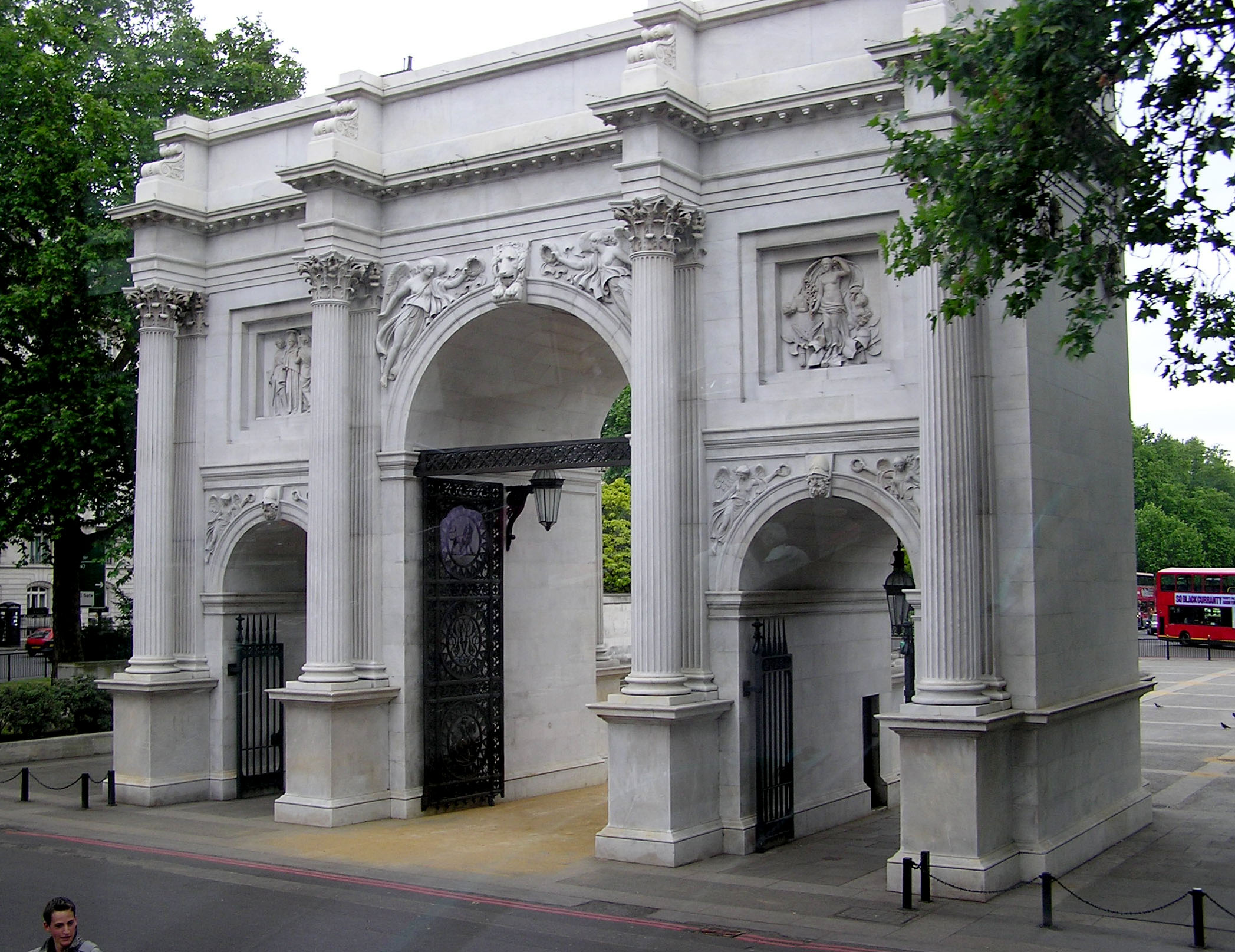
Marble Arch
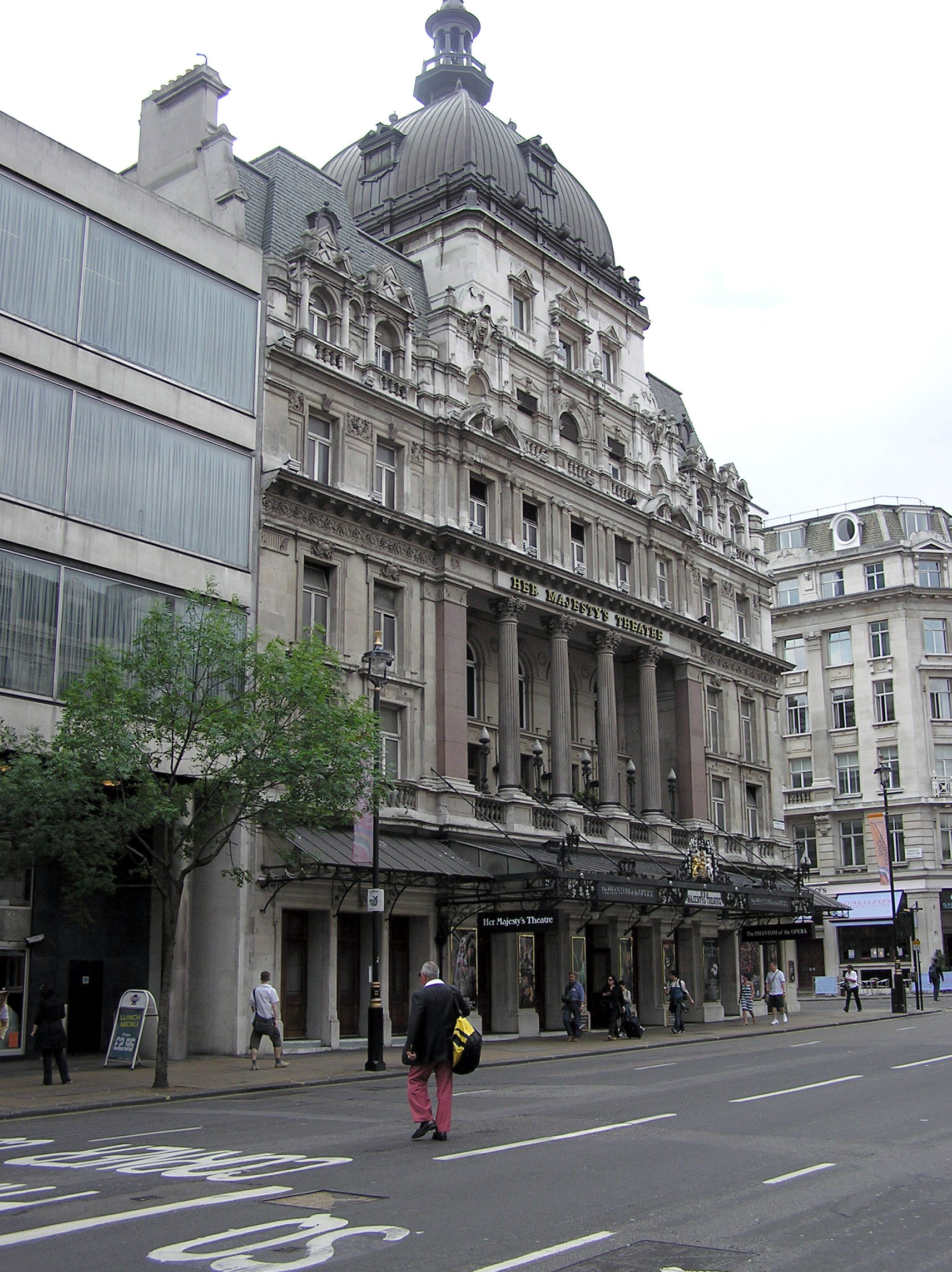
Her Majesty's Theatre
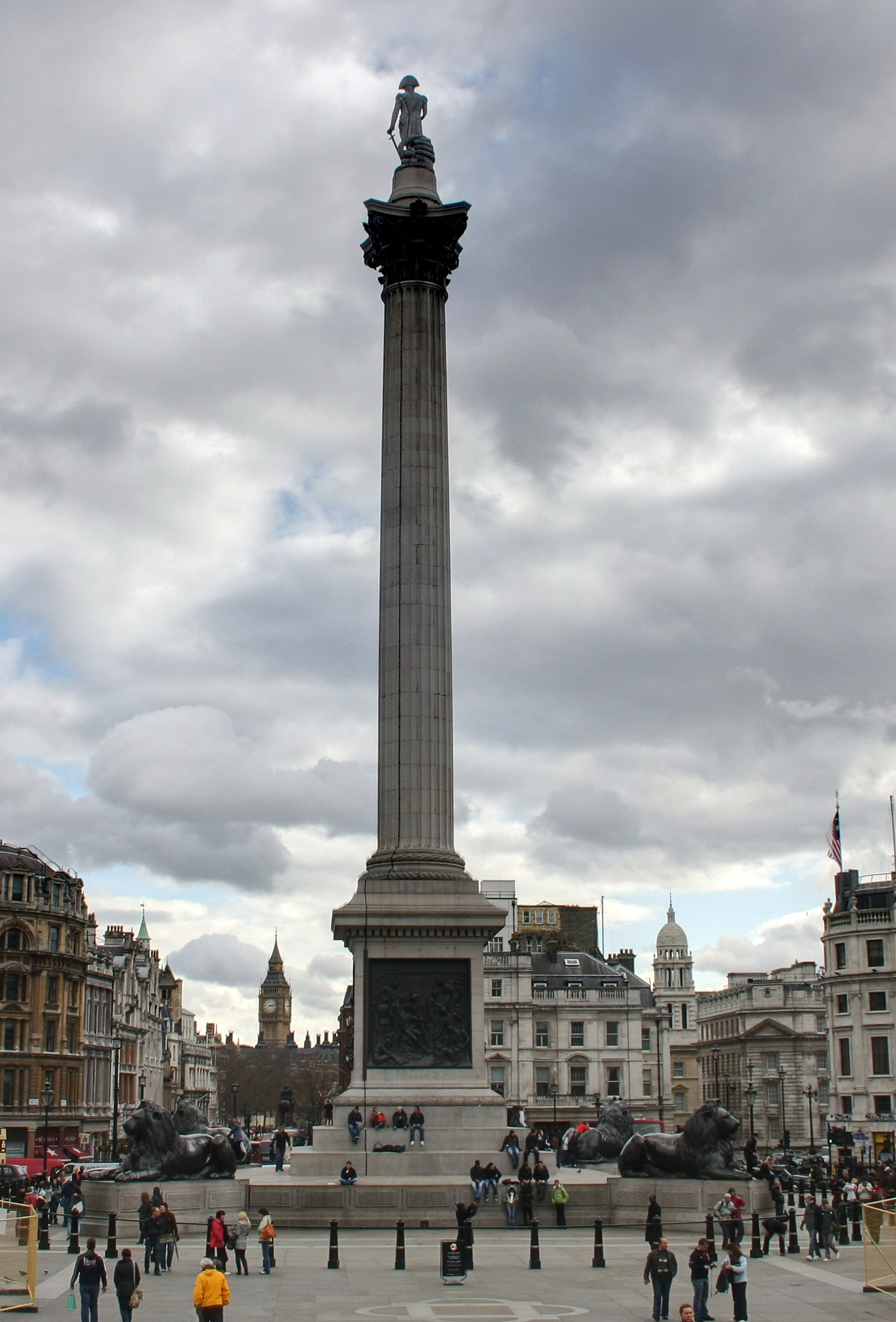
Trafalgar Square
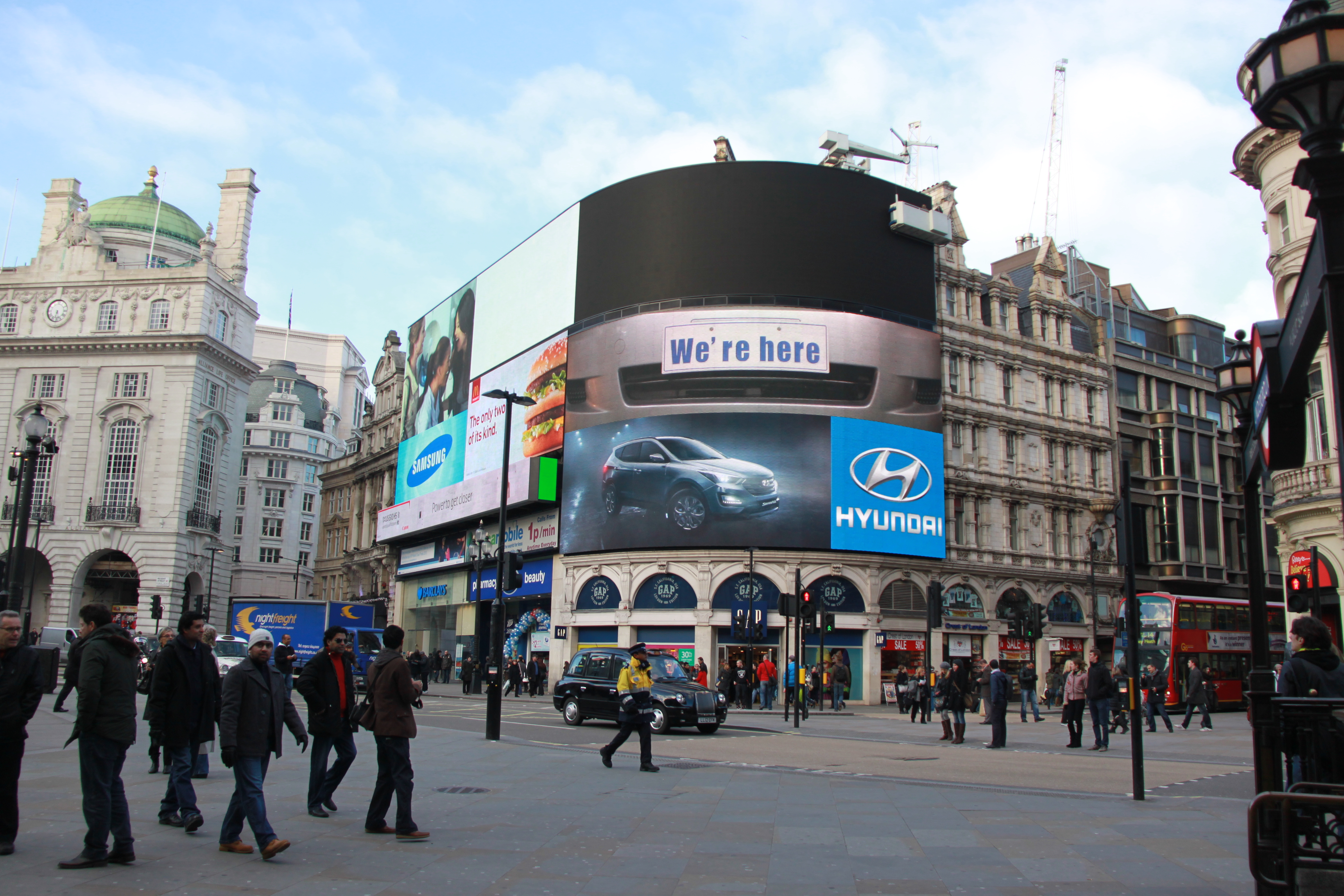
Piccadilly Circus
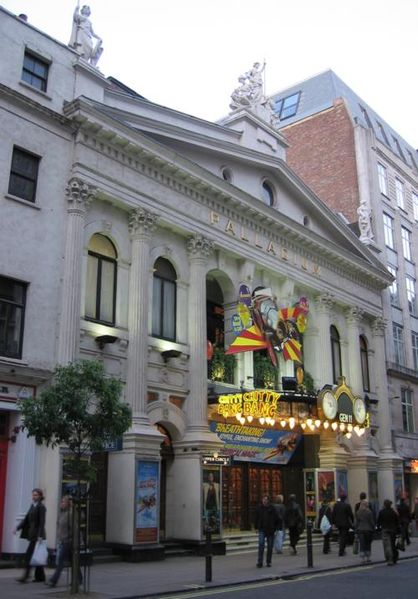
London Palladium
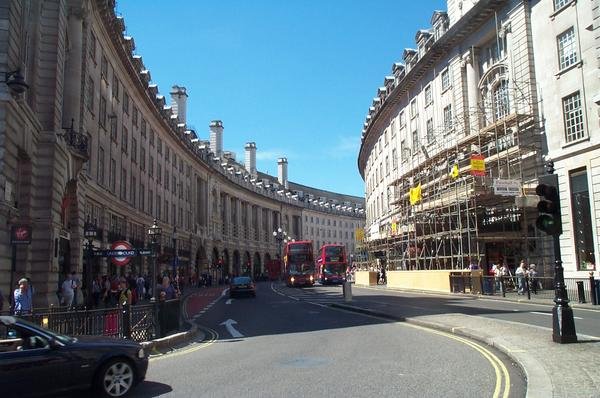
Regent Street
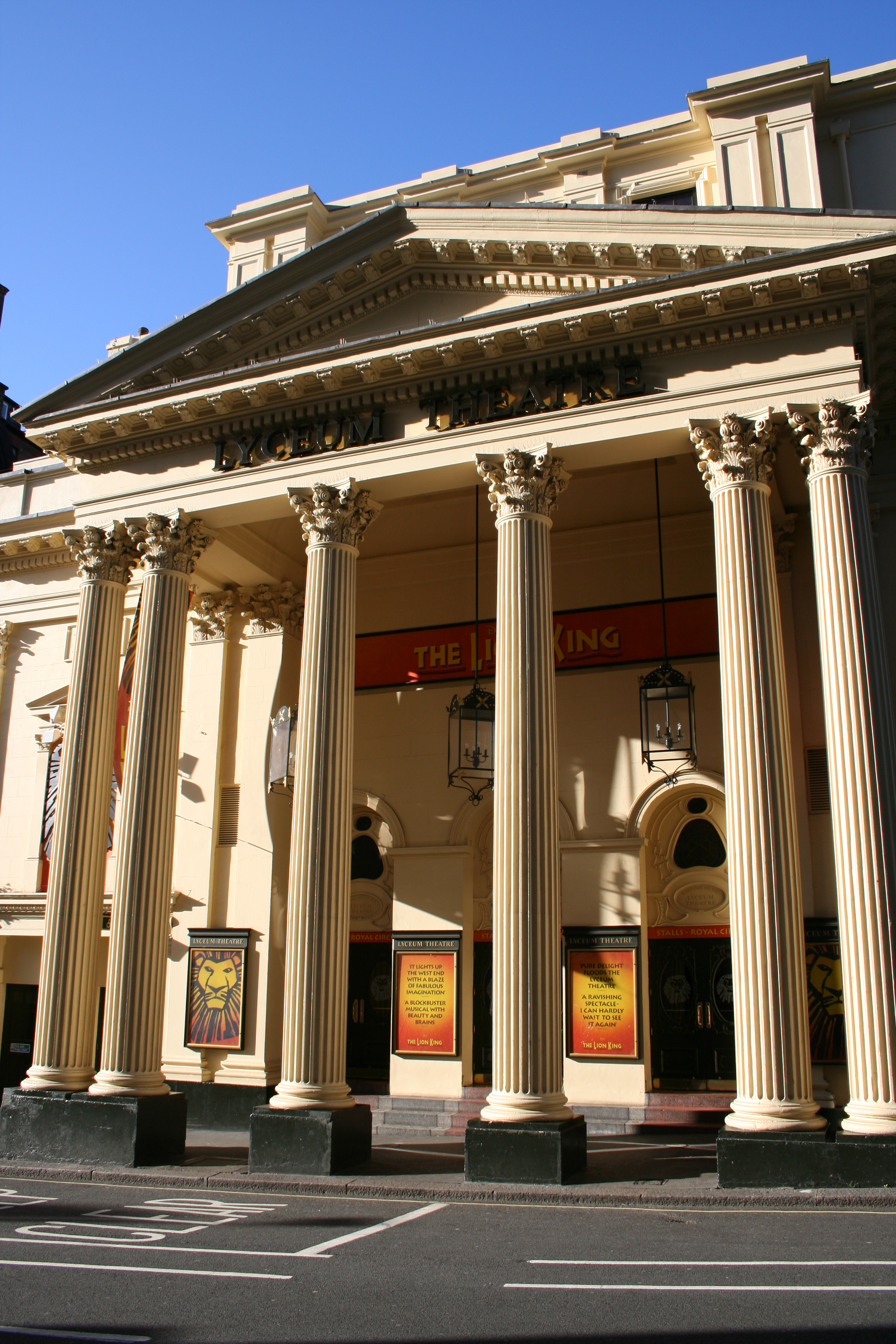
Lyceum Theatre